# ميناء بومونت

يتعامل ميناء بومونت مع رابع أكبر كمية للشحن في الولايات المتحدة، بالأطنان، مع التعامل فقط مع جنوب لويزيانا وهيوستن وهيئة الموانئ في نيويورك ونيوجيرسي.

ميناء بومونت هو ميناء في المياه العميقة يقع في بومونت، تكساس بالقرب من مصب نهر نيشيس.
وهو رابع أكثر الموانئ ازدحامًا في الولايات المتحدة وفقًا للرابطة الأمريكية لسلطات الموانئ، تصنيف موانئ الولايات المتحدة حسب حمولة البضائع، تقرير 2018،  والسابع والأربعين ازدحامًا في العالم من حيث الحمولة، وفقًا للرابطة الأمريكية، تقرير تصنيفات الموانئ العالمية لسلطات الموانئ لعام 2013. وهو أيضًا أكثر الموانئ العسكرية ازدحامًا في العالم لمعالجة المعدات العسكرية الأمريكية. يعمل الميناء كمقر لكتيبة النقل 842d التابعة لجيش الولايات المتحدة، والتي تتخصص في النشاط اللوجستي للميناء.

## الموقع
يقع الميناء على بعد 84 ميلاً شرق هيوستن و 270 ميلاً غرب نيو أورليانز. وعلى بعد حوالي 42 ميلاً من خليج المكسيك على طول ممر سابين - نيشيس المائي. الذي يبلغ عمقه 40 قدمًا بحد أدنى وعرض 400 قدم على الأقل. يقع ممر الخليج المائي الساحلي على بعد حوالي 15 ميلاً جنوب الميناء.

## ميزات المنفذ
يحتوي الميناء على أكبر رافعة متنقلة في منطقة خليج المكسيك، وهي رافعة بسعة 140 طن متري بامتداد 168 قدمًا. ويحتوي الميناء أيضًا على ثلاث محطات بحرية. يحتوي رصيف كارول ستريت على 108.900 قدم مربع من مساحة التخزين المغطاة و1435قدم من الميناء. ومحطة جزيرة هاربور البحرية 345.000 قدم مربع من التخزين المغطى والمفتوح مع 1.880 قدم من واجهة الميناء. وتقع محطة جيفرسون للطاقة، على 250 فدانًا من الأرض، وتحتوي على رصيف صندل ورصيف سفينة واحدة.
تعود أصول الميناء إلى عام 1908، عندما حفر الطاقم قناة بعمق 9 أقدام في نهر نيشيز من بومونت، تكساس إلى قناة بورت آرثر الحالية. تم تعميق قناة الميناء لاحقًا إلى 25 قدمًا وأضيف حوض تدوير. بحلول أربعينيات القرن العشرين، زاد عمق القناة إلى 40 قدمًا.
حصلت خطط تعميق ممر سابين - نيشيس المائي إلى 48 قدمًا على موافقة اتحادية في عام 2014. من المتوقع أن يبدأ مشروع التعميق البالغ 1.1 مليار دولار في عام 2017، ومن المتوقع أن يستغرق استكماله بين 12 و15 عامًا.
بمجرد تقسيم مدينة بومونت، أُنشأ الميناء في عام 1949 من قبل الهيئة التشريعية 51 في تكساس كمنطقة ملاحة، أو كيان ضريبي منفصل.

## معرض صور

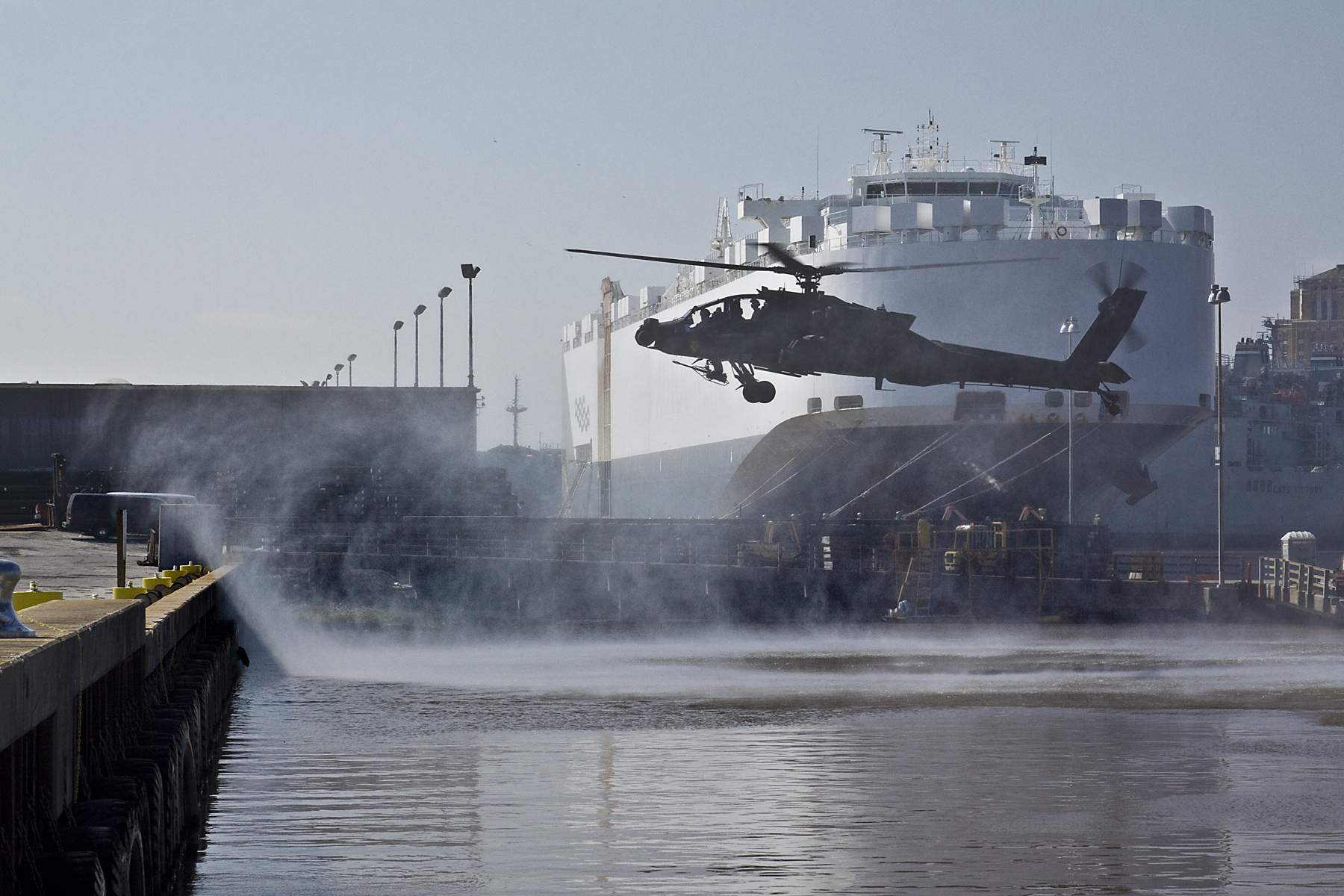
لواء الفرسان الجوي الأول يأخذ (المروحيات) إلى ميناء بومونت
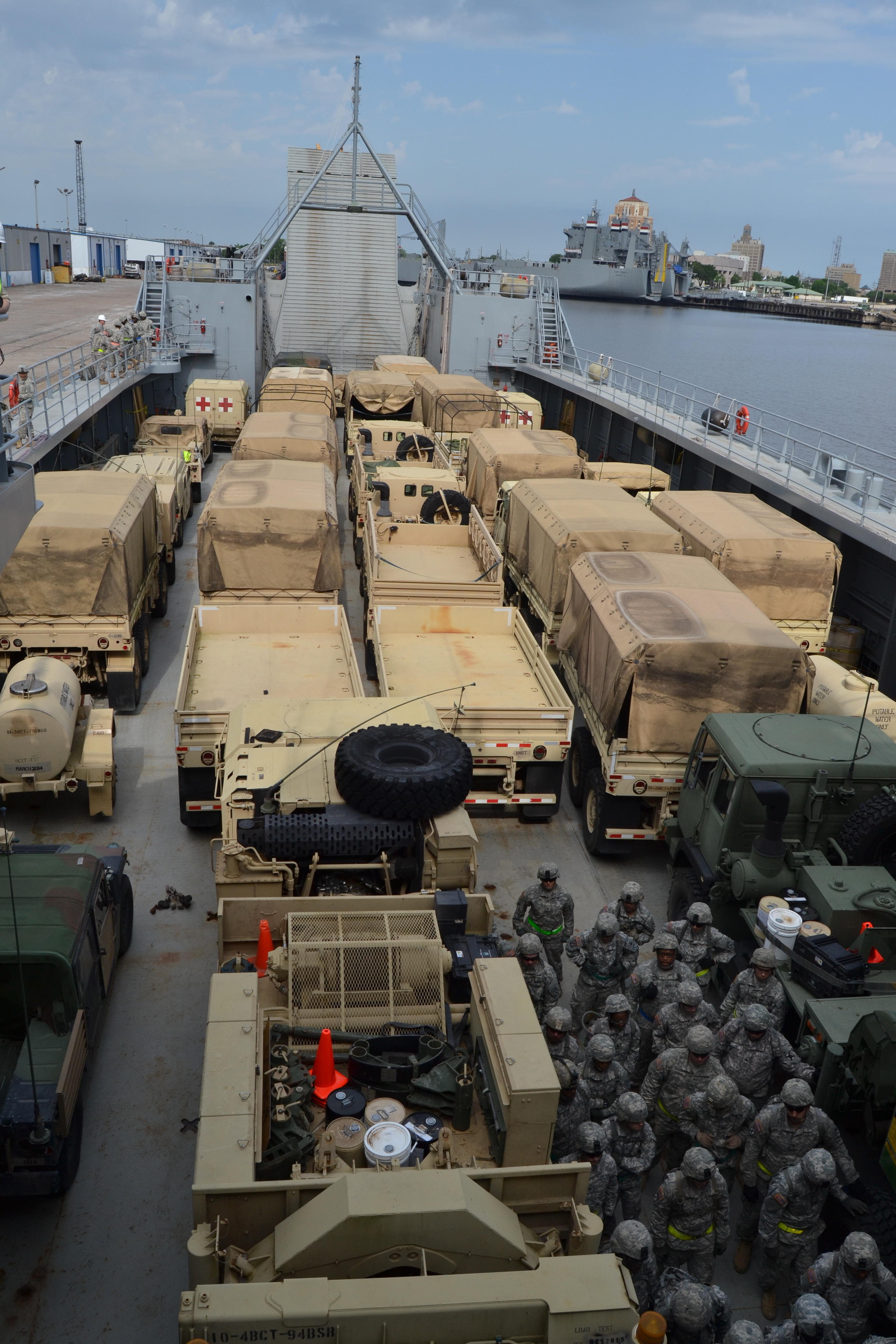